# Ali Fergani
Ali Fergani (en árabe: علي فرقاني‎; Onnaing, Francia, 21 de septiembre de 1952) es un exfutbolista y entrenador de fútbol de Argelia nacido en Francia que jugaba en la posición de centrocampista.

## Carrera

### Club
| Periodo   | Club           |
| --------- | -------------- |
| 1969–1979 | NA Hussein Dey |
| 1979–1987 | JS Kabylie     |

### Selección nacional
Jugó para Argelia en 72 ocasiones de 1973 a 1986 y anotó siete goles; participó en los Juegos Olímpicos de Moscú 1980, la copa Mundial de Fútbol de 1982, los Juegos Mediterráneos de 1979 y cuatro ediciones de la Copa Africana de Naciones, siendo campeón en la edición de 1986 y nombrado en el equipo ideal en la edición de 1980.

### Entrenador
| Periodo   | Club               |
| --------- | ------------------ |
| 1989–1990 | JS Kabylie         |
| 1993      | MC Alger           |
| 1993–1994 | SCC Mohammédia     |
| 1994–1995 | MC Oran            |
| 1995–1996 | Argelia            |
| 1996–1998 | Olympique Béja     |
| 1999      | AS Marsa           |
| 1999–2000 | Olympique Béja     |
| 2000–2001 | US Monastir        |
| 2001      | Espérance de Tunis |
| 2003–2004 | CA Bizertin        |
| 2004–2005 | Argelia            |
| 2011-2012 | Argelia            |
| 2012-2013 | CA Batna           |
| 2014-2015 | JSM Béjaïa         |
| 2016      | JSM Béjaïa         |

## Logros

### Jugador
- Campeonato Nacional de Argelia (5): 1979-80, 1981–82, 1982–83, 1984–85, 1985–86
- Copa de Argelia (2): 1978-79, 1985-86
- Copa Africana de Clubes Campeones (1): 1981
- Supercopa de la CAF (1): 1982

### Entrenador
- Campeonato Nacional de Argelia (1): 1989-90
- Copa Africana de Clubes Campeones (1): 1990

### Individual
- Equipo Ideal de la Copa Africana de Naciones 1980.